# Pennywise
Za lik Stephena Kinga, glej Tisto.
Pennywise je ameriška punk rock glasbena skupina, ki je bila ustanovljena leta 1988 in je poimenovana po obliki Pennywise the Dancing Clown (Pennywise, plesoči klovn), ki jo je prevzelo Tisto v romanu Stephena Kinga Tisto.
Od svojega istoimenskega prvenca, izdanega leta 1991, skupina izda nov album vsaki dve leti pri založbi Epitaph Records, katere lastnik je kitarist skupine Bad Religion Brett Gurewitz. Do sedaj so izdali osem studijskih albumov, en koncertni album, dva krajša albuma in en DVD. Najnovejši album, The Fuse, so izdali leta 2005. Trenutno snemajo za svoj naslednji album, ki bo izšel poleti 2007.
Pennywise je v današnji zasedbi (Jim Lindberg (vokal), Fletcher Dragge (kitara), Randy Bradbury (bas kitara) in Byron McMackin (bobni)) že od leta 1996. V prvotni zasedbi so bili do tega leta, ko je njihov prejšnji bas kitarist Jason Matthew Thirsk naredil samomor in se jim je pridružil Bradbury.